# Walchensee

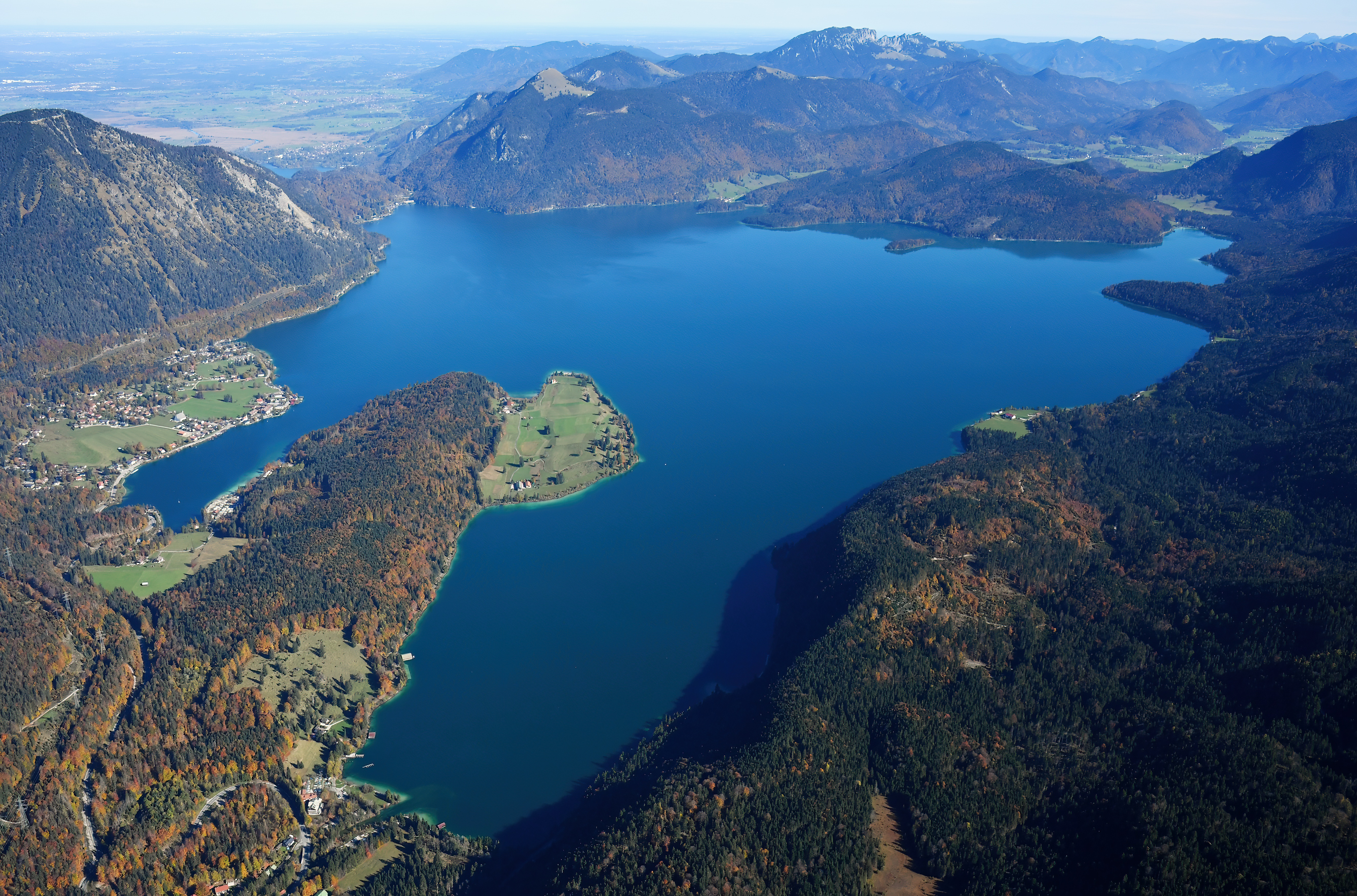
Flygfoto över Walchensee.

Walchensee är med ett djup på 192,3 meter den djupaste sjön som med hela ytan ligger i Tyskland. Bodensee är ännu djupare (254 m) men den ligger även i Österrike och Schweiz.
Sjön ligger i förbundslandet Bayern cirka 75 km söder om München. Kring sjön finns skogbeklädda berg som tillhör Alpernas norra utlöpare. Vattennivån ligger cirka 800 meter över havet och sjön täcker en yta på 16,28 km2. Walchensee avvattnas av en mindre flod som mynnar efter 23 km i floden Isar. I sjön finns en ö (Sassau) som är stängd för besökare.
Vattnet är klar och rik på kalciumkarbonat som resulterar i en turkosgrön färg. Här lever cirka 30 fiskarter, bland annat mal, löja, gärs och lake. Dessutom introducerades sikar från andra sjöar i samma region. Flodkräftan som tidvis var försvunnen återinfördes 2003. Flera flyttfåglar tar rast vid sjön under våren eller hösten. Flera individer av storskrake (Mergus merganser) och svartnäbbad islom (Gavia immer) har sina vinterkvarter vid sjön.